# Yuri Landman
Yuri Landman (sinh ngày 1 tháng 2 năm 1973) là một nhà soạn nhạc và nhạc công guitar, chủ yếu hoạt động trong giới nhạc  avant garde và noise rock. Ông được biết đến nhiều nhất với những nhà thiết kế của các nhạc cụ thí nghiệm. Ông xây dựng một số nhạc cụ dây duy nhất cho Sonic Youth (Lee Ranaldo và Thurston Moore), Jad Fair (Half Japanese), Liars và Melt-Banana.
Kể từ năm 2009, Landman đã tổ chức các hội thảo, nơi mà người tham gia xây dựng các dụng cụ của họ trong khoảng bốn giờ. Năm 2012, ông đã viết cuốn sách cùng với Bart Hopkin của Nice Noise. Theo lời mời của Harman Kardon, Landman đã xây dựng một thước đo 24 sợi với J.Views vào năm 2018.

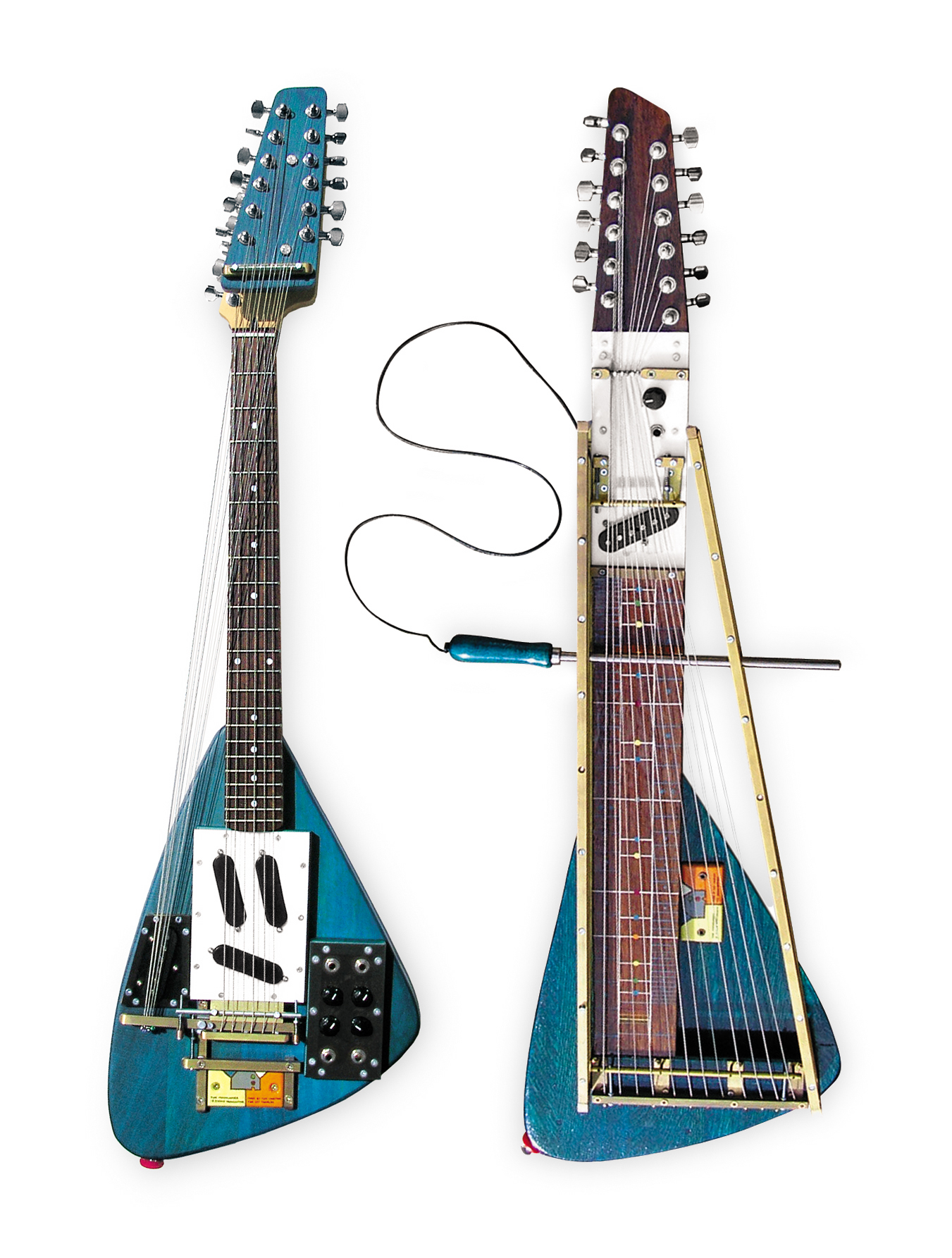
Yuri Landman, Moonlander và Moodswinger

## Tác phẩm
- Je Mag Alles Met Me Doen (história em quadrinhos), 1997 (tiếng Hà Lan)
- Het Verdiende Loon (história em quadrinhos), 1998 (tiếng Hà Lan)
- Nice Noise, Preparations and Modifications for Guitar - Yuri Landman & Bart Hopkin, 2012, Experimental Musical Instruments (tiếng Anh)

## Đĩa nhạc
- Zoppo - Chi Practica Lo Impare Zoppicare, lp, 1997
- Zoppo - Belgian Style Pop, cd, 1998
- Avec-A - Vivre dans l'aisance, cd, 2004
- Yuri Landman Ensemble (featuring Jad Fair) - That's Right, Go Cats, cd/lp 2012
- Bismuth - s/t, (2014, Geertruida Records)

## Phim tài liệu
Alles, tot dit, 2013